# Conophyma ghilarovianum
Conophyma ghilarovianum är en insektsart som beskrevs av Myrzaliev 1988. Conophyma ghilarovianum ingår i släktet Conophyma och familjen Dericorythidae. Inga underarter finns listade i Catalogue of Life.